# Supercopa andorrana 2011
La Supercopa andorrana 2011 è stata la nona edizione della supercopa andorrana di calcio.
Come nelle tre stagioni precedenti la partita fu disputata dal FC Santa Coloma, vincitore del campionato, e dal UE Sant Julià, vincitore della coppa.
L'incontro si giocò il 11 settembre 2011 allo Estadi Comunal d'Aixovall e vinse il UE Sant Julià, al suo quarto titolo e terzo consecutivo.

## Tabellino
| Aixovall 11 settembre 2011 | FC Santa Coloma | 3 – 4 | UE Sant Julià | Estadi Comunal d'Aixovall |